# Angelo Diligenti
Angelo Diligenti, nome d'arte di Giuseppe Angelo Filippo Marazzi (San Remo, 26 novembre 1832 – Mortara, 22 ottobre 1895), è stato un attore teatrale italiano e capocomico appartenente alla nuova scuola del teatro italiano dell'Ottocento.
Lodato soprattutto per i ruoli drammatici, creò da protagonista interpretazioni magistrali. Come capocomico si dimostrò attento nella direzione degli attori, nella cura dell'apparato scenico e dei costumi.

## Biografia

### Gli inizi
Angelo Diligenti nacque da Carolina Diligenti, attrice, e da Francesco Marazzi, attore e capocomico di una modesta compagnia. Iniziò a calcare le scene fin da fanciullo con i genitori, la sorella Vittorina, gli zii ed i cugini. Leopoldo Marenco ricorda Angelo bambino, a Ceva, con il padre Francesco, buon amico del proprio padre, il drammaturgo Carlo Marenco.
Morto il padre a Ivrea nel 1849, Angelo restò nella Compagnia Marazzi fino al 1852, anno in cui fu ingaggiato come amoroso da Luigi Robotti e Gaetano Vestri.
L'attore assunse il nome di Angelo Diligenti su consiglio dei capocomici Robotti, per distinguersi dai numerosi Marazzi in arte . Il contratto prevedeva l'ingaggio fino al 1856, ma Diligenti, passato al ruolo di primo attor giovane, rimase in compagnia fino al Carnevale del 1859. I commenti dei giornali gli erano favorevoli: un periodico di Torino, il Somaro, ad esempio, ne lodava le virtù artistiche, dopo la rappresentazione di Dalila, sottolineando che "il Diligenti mostrò anima e sentimento.
Negli anni comici 1859-60 e 1860-61, fu con Cesare Dondini con il ruolo di primo attor giovane. Il primo attore per pochi mesi fu Tommaso Salvini, poi sostituito da Ernesto Rossi, e la prima attrice è Anna Pedretti, dopo la defezione di Clementina Cazzola. In questo periodo Angelo partecipò alla Seconda guerra d'indipendenza italiana. Il 21 marzo 1860 sposò Anna Pedretti, da cui, l'anno seguente, ebbe la figlia Leopolda Carola Augusta Vittoria, che sarà attrice con il nome di Lina Diligenti.

### La Drammatica Compagnia Romana
Nell'imminenza dello scadere del contratto con Dondini, Diligenti si accordò con Cesare Vitaliani, ma non giunse alla firma del patto; si associò allora con Amilcare Bellotti e Gian Paolo Calloud e formò la Compagnia Romana. Primi attori erano Angelo e la moglie Anna Pedretti. Della Romana, che durò fino all'ottobre del 1872, fecero parte artisti valenti che si aggregarono in tempi diversi: Cesare Vitaliani, Achille Leigheb, Elisabetta ed Enrico Reinach, Francesco Pasta, Vittorina Marazzi Ulivieri (sorella di Angelo), Lina Marazzi Novelli (cugina di Angelo) e il marito Ermete Novelli, Alessandro Parrini.
Fino al 1869 il direttore ufficiale fu Bellotti, a cui fecero seguito Diligenti e Calloud, quindi nell'ultimo anno solo Diligenti. Ottima compagnia, considerata una delle migliori del tempo, la Romana presentava nei più importanti teatri della penisola un repertorio ampio, formato da opere classiche e da novità: tragedie di Vittorio Alfieri, William Shakespeare, Silvio Pellico, Friedrich Schiller, commedie di Carlo Goldoni, produzioni di Paolo Giacometti, Tommaso Gherardi del Testa, Teobaldo Ciconi, Alessandro Dumas (padre e figlio, Paolo Ferrari, Achille Torelli, Pietro Cossa, Carlo d'Ormeville, Leopoldo Marenco e degli autori francesi più rappresentati come Eugène Scribe, Émile Augier, Théodore Barrière, Jean-François Bayard, Mélesville.
Insieme a Bellotti e Calloud, Angelo si occupava della direzione degli spettacoli e, secondo le testimonianze dello stesso Diligenti e di Ermete Novelli, era molto attento nella scelta delle parti da assegnare, degli apparati scenici e nella guida degli attori. Era interprete di tragedie, drammi, commedie, in un cast di attori applauditissimi.
Spiccarono tra le sue personificazioni: Sirchi nel Duello, nuova opera di Paolo Ferrari, e Nerone nel dramma omonimo di Pietro Cossa. Secondo Yorick: 
(Ermete Novelli, Foglietti sparsi narranti la mia vita)
Come Nerone fu "felicissimo nell'interpretazione di sì difficile parte in specie nell'ultimo atto, quando, combattuto tra la paura del suicidio e lo spavento della condanna del Senato, ha d'uopo del soccorso di altro braccio per uccidersi". Il Cossa, presente alla rappresentazione, è entusiasta e proclama Diligenti il suo Nerone ideale.

### I grandi successi
Nell'ottobre del 1872, Anna Pedretti, dopo numerosi dissapori, ottenne la separazione legale dal marito a patto di rinunciare all'affidamento della figlia Lina. La Compagnia Romana fu sciolta: Diligenti con la figlia e un piccolo gruppo di attori si recò in Oriente e vi restò dal 1873 al settembre del 1874, conducendo una vita avventurosa e ricca di soddisfazioni personali. Al Cairo fu il beniamino dell'alta società, fu invitato a Corte e venne insignito di due croci di Cavaliere. "Il Diligenti è un artista di merito che si impadronisce delle parti che rappresenta in modo da farne una vera creazione", scrive L'Arte, giornale de Il Cairo.
Al suo ritorno in Italia, nell'ottobre del 1874, fu scritturato con il ruolo di primo attore da Giacinta Pezzana Gualtieri. Con la grande attrice recitò nei più prestigiosi teatri italiani e in tournée estere, in Dalmazia, a Costantinopoli, Bucarest, Vienna, Alessandria d'Egitto e Il Cairo.
Concluso il contratto con la Pezzana, riuscì a realizzare una delle sue aspirazioni: recitare con Tommaso Salvini come suo antagonista. Formò una compagnia insieme a Antonio Bozzo e la moglie Amalia Cecchi, la propose a Salvini che l'accettò. In un giro di rappresentazioni a Trieste, Vienna, Pest, Berlino, Venezia, Diligenti è Jago in Otello, Laerte in Amleto ed Alastore ne Il figlio delle selve di Federico Halm.
Salvini, come stabilito, lasciò libera la compagnia per quattro mesi, e gli attori diedero una serie di spettacoli nel Veneto. Diligenti si produsse come protagonista in varie rappresentazioni, eccellendo in Luigi XI di Casimir Delavigne, Oreste di Vittorio Alfieri, Primo Passo di Giacinto Gallina.
Riprese le recite con Salvini, fu con lui ad Anversa, Gand, Lilla, Bruxelles, Parigi, Torino, Milano.
Nell'anno comico 1878-1879 fu primo attore e direttore della Compagnia Sorelle Vestri, in cui si esibì sia nei suoi cavalli di battaglia sia in numerose produzioni nuove: Leopoldo Marenco, Émile Augier, Victorien Sardou; in Causa Celebre, di Adolphe-Philippe Dennery ed Eugène Cormon, prima italiana al Fossati di Milano, fu "artista nel più esteso senso della frase, ed il nuovo lavoro che tenta le sorti della pubblicità non potrebbe desiderare un interprete più sagace, colto, intelligente di lui".
Dal marzo del 1879 al gennaio del 1882 fu direttore e primo attore della Drammatica Compagnia Romana, condotta e amministrata dal cognato Onorato Ulivieri. Prima attrice era la figlia Lina, attrice madre la sorella Vittorina Diligenti Ulivieri; tra gli artisti Antonio Zerri, dal settembre 1879 condirettore, Adolfo Colonnello, Vincenzo Marazzi con la moglie Italia Poli. "È senza dubbio una compagnia che piglierà presto uno dei primi posti", commentò il giornale di Torino Il Risorgimento.
Nella primavera del 1881 la compagnia si recò in Egitto e diede spettacoli al Teatro Esbechie de Il Cairo per vari mesi. A dicembre si unì alla troupe Tommaso Salvini per alcune rappresentazioni ad Alessandria d'Egitto. Diligenti riprese il suo ruolo di antagonista dei personaggi interpretati da Salvini, con i soliti consensi di pubblico e critica.
Alla fine del gennaio del 1882, fu ingaggiato come primo attore nella compagnia condotta da Oreste Cartocci, diretta da Giacinta Pezzana, per una tournée in America del Sud che inizia a febbraio a Buenos Aires. Gli affari finanziari andavano male; la Pezzana lasciò Cartocci e propose a Diligenti e alla figlia Lina di far parte di una compagnia, sempre diretta da lei. I due, già impegnati con Adelaide Tessero, non accettarono. A Panama Diligenti ebbe particolare successo in Divorçons di Victorien Sardou, nella parte di De Prunelles. Virgilio Talli nelle sue memorie scrisse “Era a fianco della Tessero Angelo Diligenti, primo attore di grande potenza drammatica. Troppa diversità di espressione era fra le mie titubanze e le mie mediocri temerità e le arditezze e l'assoluta padronanza di scena di Adelaide Tessero e di Angelo Diligenti”.
Tornato in Italia nel maggio del 1883, ripartì a luglio per l'Oriente con una propria compagnia alla quale si aggregò, per rappresentazioni straordinarie, Giacinta Pezzana. Iniziò la storia d'amore fra l'attrice ed il capocomico, che finirà nel marzo 1887
La torunée prevista, dopo un inizio fortunato, dovette interrompersi a novembre a causa del colera. A dicembre Angelo, mentre era nel lazzaretto di Trieste, approntò una nuova compagnia, scegliendo per sé il ruolo di generico primario, prima attrice la Pezzana, prima attrice giovane la figlia Lina. Le recite ebbero inizio al Teatro Gerbino di Torino nel marzo del 1884, non appena la Pezzana ebbe lasciato il capocomico Giovanni Emanuel, cui era legata da un precedente contratto. Diligenti si occupava della direzione, tuttavia era presente in scena in vari lavori accanto alla Pezzana, tra cui Maria Stuarda di Friedrich Schiller, Ruy Blas di Victor Hugo, La casa nuova di Victorien Sardou. È il Conte di Montecristo nell'omonima opera di Dumas padre.
Oculato capocomico, procurava di avere in cartellone delle novità, distribuendo le parti secondo le peculiarità dei singoli attori, adoperandosi per l'armonia e l'affiatamento degli artisti, scegliendo con cura gli scenari. Gradualmente, tuttavia, diradò la sua partecipazione alle rappresentazioni. Dal 1885 soffriva di una cardiopatia, le recite lo stancavano troppo.

### Gli ultimi anni
Il 1886 fu un anno denso di avvenimenti per Diligenti, alcuni positivi: la nomina a Cavaliere della Corona d'Italia per meriti artistici, e i successi della troupe; altri negativi: i contrasti con la Pezzana che si sente usata dal compagno, "tollerata per quello che producevo", e che accetta la corte di Pasqualino di Stefano, "uomo buono più di un angelo". L'attrice il 27 marzo 1887 lasciò compagno e compagnia per unirsi al suo nuovo amore, ritirandosi per parecchi anni dalle scene.
L'anno comico seguente, con la maggior parte dei suoi attori Angelo Diligenti fu in Egitto per alcuni mesi, per spettacoli ad Alessandria e Il Cairo. Quindi, nel gennaio e nel febbraio del 1888, al Teatro del Corso di Bologna, si conclusero le rappresentazioni della Compagnia Diligenti con Falsa Traccia di Ippolito Tito D'Aste, Suor Teresa di Luigi Camoletti, I Rantzau di Erckmann e Chatrian, Facciamo Divorzio di Victorien Sardou, e la nuovissima opera di Leopoldo Marenco, Lorenza, le cui prove furono dirette dallo stesso autore. Tristi Amori di Giuseppe Giacosa ebbe un “successo pieno, completo, legittimo, veramente meritato… Effetto teatrale stupendo. Esecuzione superiore a ogni elogio” .
Nel 1888-89 nacque la compagnia condotta da Napoleone Mozzidolfi, diretta da Angelo Diligenti, prima attrice Lina, primo attore Gennaro Marquez. Per dare prestigio alla troupe, Diligenti intervenne in vari spettacoli, ma già da giugno dello stesso anno pensava a un nuovo gruppo di attori: si accordò con Luigi Monti come primo attore, Enrico Belli-Blanes come brillante, Angelo Zoppetti e le figlie Enrica e Elvira, Arturo e Raffaello Garzes, mantenendo Gennaro Marquez e la sua compagna, l'attrice Enrica Da Caprile.
Nel marzo del 1889 debuttò la Compagnia Lina Diligenti, capocomici Angelo Diligenti e Luigi Monti. Venne presentato un repertorio vasto con molte novità. Diligenti era poco in scena, ma ogni sua interpretazione meritava l'attenzione della stampa. Ottimo Gianciotto in Francesca da Rimini di Silvio Pellico, appetitosa macchietta in Facciamo l'esposizione di Alfredo Testoni, professore comicissimo ne Il ratto delle Sabine di Franz von Schontan, felicissimo nella parte del Cardinale in Galileo Galilei.
Alla fine di marzo del 1890, gli attori furono svincolati dalla compagnia; il 6 aprile debuttò una nuova compagine, titolare Lina Diligenti, che iniziò il suo giro di rappresentazioni a Livorno con il marito di Lina, Gennaro Marquez, come primo attore. Angelo, generico primario, partecipò poco alle rappresentazioni e, come sempre, ebbe successo.
Eccezionale Scarpia in Tosca, nuovo lavoro di Victorien Sardou, bravissimo in Padre Prodigio di Alessandro Dumas (figlio), fu giudicato "uno dei pochi artisti capaci di reggere un lavoro come quello soporifero", interpreta con maestria il personaggio del vecchio Larque ne Il romanzo di un giovane povero di Octave Feuillet.
A luglio compì un ennesimo viaggio in Egitto: ancora grande considerazione per il Diligenti che "possède au plus haut point cette primordiale qualité de remplir la scène"
A un mese dalla morte di Gennaro Marquez (6 febbraio 1892), Angelo decise di rinunciare al capocomicato e accettò, nel marzo del 1892, l'ingaggio offertogli da Enrico Dominici, come generico primario. Quando Tommaso Salvini a dicembre si aggregò alla compagnia, riprese il ruolo di antagonista del grande attore, fiero della stima che questi gli dimostrava sempre, orgoglioso degli applausi “speciali” che il pubblico gli riservava. Lasciò il Dominici e fondò una nuova compagnia della quale era ancora titolare la figlia Lina, direttori lui e Belli Blanes. Entrano in repertorio, oltre a commedie brillanti, opere che appartengono al teatro verista: I Disonesti, di Gerolamo Rovetta, Cavalleria Rusticana di Giovanni Verga, Malia di Luigi Capuana; tra le novità, l'attesissima Spettri di Henrik Ibsen. Questo dramma, già presentato a Milano l'anno precedente con l'accento posto sulla figura di Osvaldo (interpretato da Ermete Zacconi), secondo la direzione del Diligenti fu accentrato sulla figura emblematica della signora Alvig.
Difficoltà di gestione della compagnia, unite a condizioni di salute sempre più precarie, convinsero Diligenti a inserirsi con la figlia nella troupe diretta da Giovanni Emanuel per gli ultimi mesi del 1893 e l'inizio del 1894. Poco tempo dopo, tuttavia, vi rinunciò a causa del ritiro dal teatro della figlia, prossima a seconde nozze. Finalmente poté ritirarsi e occuparsi della propria salute. Il mancato matrimonio di Lina precipitò Angelo in una situazione assai difficile: per il bene della figlia, che era in attesa di un bambino e si trovava senza ingaggi e senza denari, fu costretto a rifare compagnia, prima con Adolfo Drago, poi con Adolfo Colonnello, condirettori. A Cuneo, mentre impersonava Scarpia in Tosca, ebbe un malore. Si riprese e continuò. Nei giorni seguenti non si risparmiò: "sublime" in Le Rozeno di Camillo Antona Traversi, di "un verismo straziante" in Spettri.
La Compagnia Diligenti-Colonnello lasciò il posto alla Compagnia Sociale Romana, diretta da Angelo Diligenti e Alessandro Marchetti. Nel solito giro di teatri minori, Diligenti fu protagonista di opere che da sempre gli avevano dato fama di grande artista. Ricevette ovazioni, doni in oro, attestati di stima dalla critica, ma a marzo del 1895 la compagnia cessò di esistere. Scriverà Renato Simoni:
(Renato Simoni in Nardo Leonelli Attori tragici-attori comici, Milano, D.C. Tosi 1940)
Nel settembre del 1895 Diligenti si unì a Luigi Buccellati e programma rappresentazioni a Piacenza, Mortara, Genova, sperando di risollevare le sorti economiche della sua famiglia.
Morì il 22 ottobre 1895 a Mortara, dopo una breve malattia.
Si spense così un uomo di teatro "valentissimo e infaticabile creatore del repertorio di due generazioni".
"Valoroso quanto modesto, venne su con la fortuna del teatro italiano e interpretò, primo, grandi lavori del tempo".
"Ebbe congiunte le migliori qualità dell'uomo: laborioso e onesto fino allo scrupolo, buon soldato dell'Indipendenza italiana".